# 西班牙区

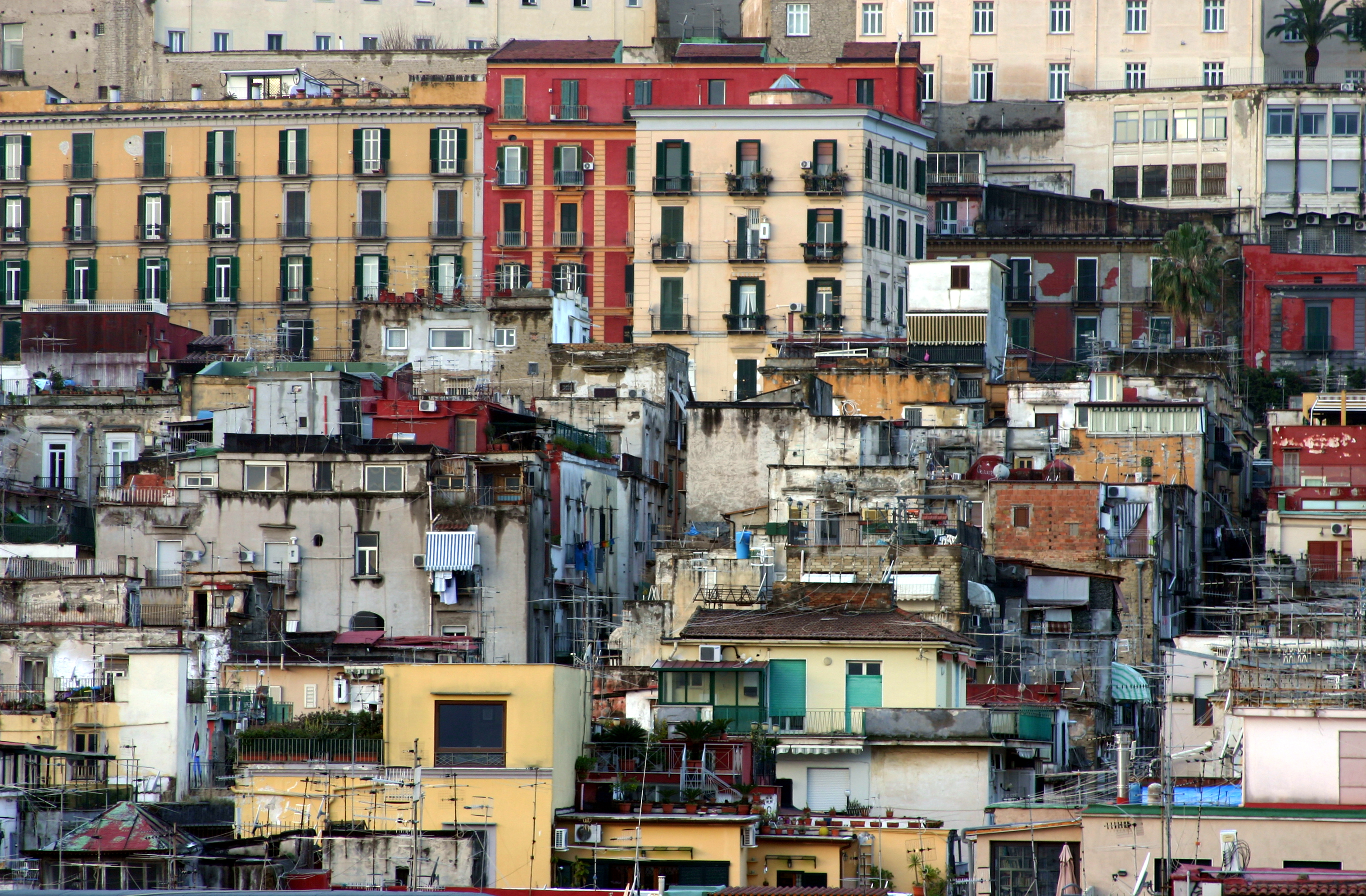
西班牙区

西班牙区（義大利語：Quartieri Spagnoli）是意大利城市那不勒斯的一部分，面积约80万平方米，由12*18条街道组成栅格网。人口约14,000。 
该区建于16世纪，以容纳西班牙驻军，因此得名。很快这里就因高犯罪率和卖淫而臭名昭著。
这是一个贫困地区，在欧洲是失业率和青少年犯罪率最高的地区之一。该区街道的平均宽度约3米。 

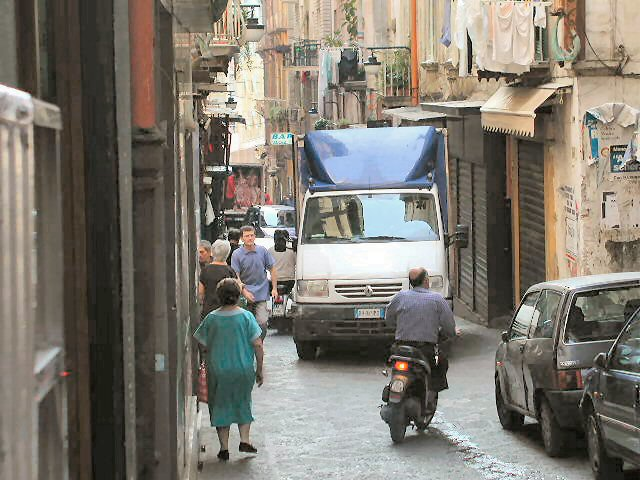
西班牙区一条繁忙，狭窄的街道

该区拥有宫殿圣亚纳堂（Sant'Anna di Palazzo）、圣母无原罪堂、圣嘉禄堂等众多历史悠久的教堂。
40°50′27″N 14°14′47″E / 40.84083°N 14.24639°E